# Yūgen gaisha
Một Công ty trách nhiệm hữu hạn (有限会社 yūgen-gaisha)  viết tắt trong tiếng Anh là "Y.K" hoặc "Co.,Ltd.", là một hình thức tổ chức kinh doanh ở Nhật Bản.
Yūgen gaisha dựa trên German GmbH và được thực hiện tại Nhật Bản trong Đạo luật Công ty TNHH (有限会社) năm 1940. Luật Công ty Nhật Bản, được hoàn thành vào ngày 1 tháng 5 năm 2006, đã thay thế yūgen gaisha bằng một hình thức công ty mới gọi là gōdō gaisha, dựa trên ý tưởng công ty trách nhiệm hữu hạn của Mỹ. Sau khi thực hiện, không có Y.K. mới nào được chấp nhận ở Nhật Bản, nhưng các Y.K. đã ra đời trước đó được phép tiếp tục hoạt động như kabushiki gaisha theo các quy tắc đặc biệt.
Cho dù thuật ngữ này được phát âm là yūgen gaisha hay yūgen kaisha tùy thuộc vào phương ngữ địa phương hoặc sở thích của công ty khi nó là một phần của tên công ty. Trong khi nó được phát âm là yūgen gaisha trong tiếng Nhật tiêu chuẩn, chữ viết tắt luôn luôn là Y.K. theo tiêu chuẩn.

## Cấu trúc
Tính đến năm 2005, một Y.K. có thể có tới 50 nhà đầu tư, được gọi là thành viên (社員 shain). Các thành viên được yêu cầu phải cung cấp ít nhất 3 triệu ¥ góp vốn, với mỗi đơn vị đầu tư (持分 mochibun)  trị giá không dưới 50.000 ¥. Số vốn tối thiểu được cho phép nhiều hơn so với mức tối thiểu 10 triệu ¥ cho một kabushiki gaisha. Y.K. cũng không bắt buộc phải cấp chứng chỉ cho các đơn vị đầu tư, trong khi chứng chỉ cổ phiếu là bắt buộc đối với K.K.
Không giống như K.K., Y.K. không cần phải có ban giám đốc hoặc kiểm toán viên theo luật định: yêu cầu tối thiểu là một giám đốc (取締役 torishimariyaku).
Do cấu trúc đơn giản hóa và các yêu cầu kết hợp tương đối lỏng lẻo, hình thức Y.K. được liên kết với các doanh nghiệp nhỏ. Tuy nhiên, một số công ty lớn hơn đã sử dụng hình thức: công ty con chính của Nhật Bản ExxonMobil, là một Y.K. với số vốn thanh toán là 50 tỷ ¥ (420 triệu USD). Ngoài việc quản trị doanh nghiệp được đơn giản hóa, Y.K. còn nhận được một số lợi ích về thuế theo luật nước ngoài như Luật Thuế vụ Hoa Kỳ.